# 일본동화협회

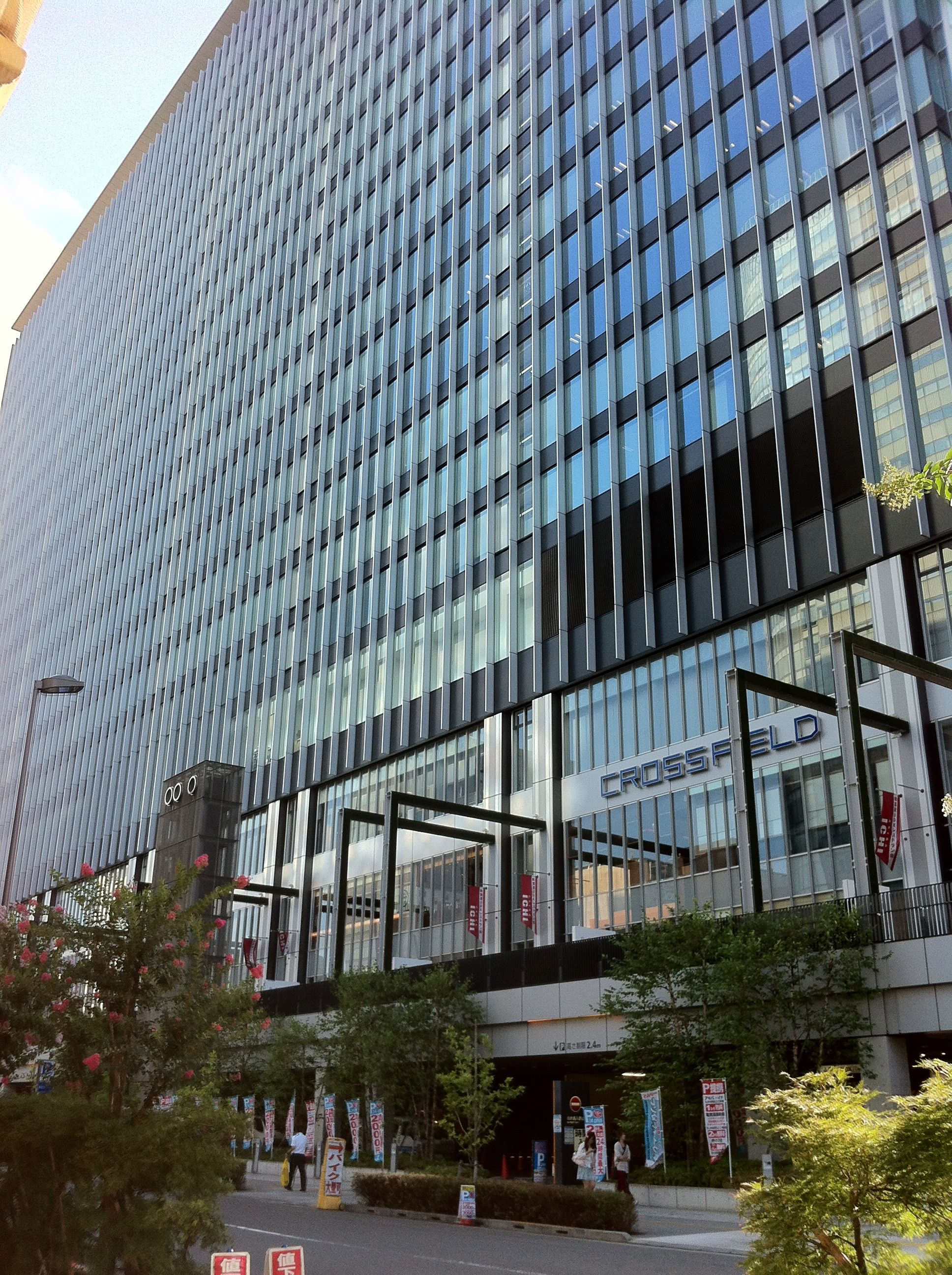

일본동화협회(일본어: 日本動画協会 닛폰도가쿄카이[*], The Association of Japanese Animations, AJA)는 일본의 애니메이션 업계의 의사 통일 관련 단체와의 연계, 애니메이션 산업의 지속적 발전을 목적으로 한 사단 법인이다.